# 鬼切り夜鳥子
『鬼切り夜鳥子』（おにきりぬえこ）は、桝田省治による日本のライトノベル。イラストは佐嶋真実が担当。ファミ通文庫（エンターブレイン）より2006年6月から2009年1月まで刊行された。

## 概要
本作品は、桝田省治が過去に企画した没作品を小説として、桝田自身が執筆したものである。
桝田省治の事務所に小説家の海法紀光が遊びに行った時、『鬼切り夜鳥子』の企画書を見つけ、小説にしてみたいと言ったのが事の発端である。桝田は彼に企画書を預けた。
だが、第1章が桝田に送られたところで海法が体調不良で寝込んでしまい、続きが送られなくなってしまう。そこで猛烈に続きが読みたかった桝田は、自ら執筆することにした。

## ストーリー
久遠久は、活動的な幼馴染みの桂木駒子がいつもと様子が違うのに気づいたその日に、学校で猫の化け物に襲われる。その窮地を救ったのが、全身に入れ墨をまとい、式神を自在に操る駒子だった。駒子は祖先の夜鳥子の霊が取り付き、駒子の体を使って現代によみがえった鬼5体を討伐することを告げる。

## 登場人物
桂木 駒子（かつらぎ こまこ）
主人公の女の子で正義感が強い私立高校2年生。ポニーテールが好きでよくしている。部活は陸上部で400メートルハードル走の県の記録保持者。第1巻で校舎が新設される際、重ね塚と呼ばれる結界で夜鳥子によって封印されていた鬼がでてきたのでご先祖様で陰陽師の夜鳥子の幽霊に取り付かれ、鬼を斬る仕事を手伝うはめになる。久の事が好きで彼の事をQとよんでいる。体には夜鳥子が使用していた式神を継承し、体に式神の刺青が浮き出ている。
久遠 久（くどう ひさし）
私立高校2年生で駒子の幼馴染。あだ名はQとよばれている。身長は180センチで成績は上位、男前で性格もいいらしい。家族ぐるみの付き合いで、駒子とは相思相愛であるが、付き合っているわけではない。実は求道の生まれ変わりだが、本来覚醒の時期ではなく、100年後に目覚めるはずだった。夜鳥子が封印していた塚が壊れて鬼が出てきたため、無理やり半覚醒した。
三ツ橋 初美（みつはし はつみ）
駒子の親友で私立高校2年生。Gカップの持ち主で、眼鏡をつけたショートヘアの女の子。視力は2.0なのになぜ眼鏡をかけているのかは不明で、進学高の中でも音楽と体育を除けば入学以来学年トップを保っている。東大や京大を狙えるほどの実力者。生き物が好きで、妖怪だとしても好きな変わり者だが、男子が苦手。喋るのがのろいが、怒ると怖いらしく、男子には人気がある。ちなみに実家はお好み焼き屋で弟は3人いる。駒子とは中学が別で高校で知り合った仲で挨拶の会話をする程度の仲だが、第1巻で鬼に憑かれ、それを救ってくれた駒子と鬼を斬る手伝いをする縁から仲がよくなった。あらゆるものの魂と肉体を蘇らせることが出来る禍ツ星を受胎することになり、出産する。
荒木 乱雅（あらき らんが）
フィリピン人とのハーフではないかと疑われるほどの顔立ちだが、童顔でクラスではムードメーカーらしい。口癖なのか語尾にプリーズをつける。駒子の従姉の陽子にほれている。ちなみにらんがと名をつけたのは、住職だった久遠の祖父（現在は鬼籍の模様）。
夜鳥子（ぬえこ）
平安時代の後期に生まれた陰陽道の葛城一族の娘。眠り姫と呼ばれており、数百年眠っていた様だが、源平の乱前後に目覚めた模様。一度眠り姫になる覚悟をしていたが、眠り姫を行う術者がもういないため、その時代を生きていくことになる。式神は物語の登場時より蟹、百足、赤唐獅子、青獅子、大蜘蛛の足、大蛇、烏、舌を所有していたが、後に毒蛾を舞から継承し、クラゲを鬼である水虎から退治した後に手に入れており、それぞれ名前をつけている。体の刺青は全て式神が宿っているため。本当は鬼となった人を斬るのが嫌で、人を斬った際は夜にひっそりと泣く繊細さを持っているが、人前ではその様なそぶりは見せず葛城に生まれた宿命として受け入れている。源氏一族の追っ手に追われている際に求道と知り合い、彼に惹かれていく。源氏一族の策略によって夜鳥子をおびき寄せるために葛城一族が捕らわれてしまい、夜鳥子は皆を救出する際、赤ん坊である（駒子）を葛城一族から託される。そして夜鳥子は（駒子）を守るため命を落とす。後にこの赤ん坊が成長して主人公の桂木駒子の先祖になる。最終話では、あらゆるものの魂と肉体を蘇らせる事が出来る禍ツ星の依り代として使用された水子を救うため求道とともに赤ん坊に宿り、昔なじみの夫婦に貰われていく。
求道（くどう）
生きていた頃の夜鳥子の彼氏で退魔士。性格はひょきんな性格で夜鳥子（ぬえこ）に会った際、一目ぼれをしている。医療の心得があり、薬草の取り扱いができる。鬼となった人でも斬るのが苦手なのは、父と母と妹がいたが、母と妹は鬼の魂に取り憑かれ父親を食ったために、京都の鞍馬寺の僧によって殺された過去を持つから。その後、鞍馬寺で退魔士としての修行をし、師匠から12匹の鬼を斬ることと夜鳥子から膝切り、髭切りの二刀の奪還命令され退魔修行の旅に出る。800年間転生し、夜鳥子が生き返る方法を探している。最終話であらゆるものの魂と肉体を蘇らせる事が出来る禍ツ星の依り代として使用された水子を救うため、夜鳥子とともに赤ん坊に宿り、昔なじみの夫婦に貰われていく。
貴人
安部の陰陽師の式神で雌の狐で、正体は九尾の狐。1000年以上生きており、現代では京都の晴明神社に住んでいる。いろんな人間に変身することができ、夜鳥子（駒子）のために働いてくれる。
虚空坊（こくうぼう）
求道の師匠。現代では鞍馬寺に住んでいる。元は人間だが、転生するたびに記憶も戻り、記憶が戻った人間は国外の人間でも日本に帰巣本能が起こってしまうという。1600年ほど転生をしているとのこと。
舞（まい）
葛城一族の娘で、母親の形見の毒蛾の式神を体に宿している。父と母は、夜鳥子が眠り姫から目覚めたとき阿修羅（大蜘蛛の足）が暴走し、殺されている。式神の扱い方を夜鳥子から教わるが、後に命を落とす。

## 用語
膝丸
かつて有名な鬼を切ったとされる刀
鬼切り
かつて有名な鬼を切ったとされる刀
眠り姫
詳しくは不明
左一文字、右一文字
ある刀匠により膝切りと髭切りに似せて作られた刀で、人間を斬ることはできない。

## 既刊一覧
- 桝田省治（著）・佐嶋真実（イラスト）、エンターブレイン〈ファミ通文庫〉、全5巻
  - 『鬼切り夜鳥子 〜百鬼夜行学園〜』、2006年6月30日発売[1]、ISBN 978-4757728295
  - 『鬼切り夜鳥子2 京都ミステリーツアー』、2007年2月28日発売[2]、ISBN 978-4757733466
  - 『鬼切り夜鳥子3 みちのく血煙慕情』、2007年6月30日発売[3]、ISBN 978-4757735934
  - 『鬼切り夜鳥子4 聖邪が街にやってくる!!』、2008年12月26日発売[4]、ISBN 978-4757745827
  - 『鬼切り夜鳥子5 禍★星に願いを』、2009年1月30日発売[5]、ISBN 978-4757746497